# Alexandra Breckenridge
Alexandra Hetherington „Alex” Breckenridge (n. 15 mai 1982, Bridgeport, Connecticut, SUA) este o actriță și fotografă americană.

## Viața și cariera
Familia s-a mutat în California când Breckenridge avea doisprezece ani. Breckenridge a debutat în drama de televiziune Even the Losers (1998). În filmul de groază Vampire Clan (2002) și în comedia de acțiune DEBS (2003) - care a fost filmată un an mai târziu sub numele de Spy Girls - DEBS - ea a jucat unul dintre rolurile mai mari. În comedia Romy și Michele: Hollywood, venim! (2005) a preluat unul dintre rolurile principale alături de  Katherine Heigl. În comedia Ea este bărbatul (2006) a fost văzută alături de Amanda Bynes și Channing Tatum .
Breckenridge locuiește la Hollywood. Unchiul ei este actorul Michael Weatherly. În septembrie 2015 s-a căsătorit cu chitaristul Casey Hooper. 

## Filmografie (selecție)
- 1998: Even the Losers
- 1999: Locust Valley
- 2000: Dawson's Creek (serial TV, episodul 3x14)
- 2002: Minciunile au picioarele scurte (Big Fat Liar)
- 2002: Vampire Clan
- 2003: DEBS (scurt metraj)
- 2003: Buffy the Vampire Slayer ( Buffy, serial TV, episodul 7x01)
- 2005: Romy și Michele: Hollywood, venim! (Romy and Michele: In the Beginning)
- din 2005: Family Guy (serial TV, voce)
- 2006: She’s the Man
- 2007–2008: Dirt (serial TV, 20 de episoade)
- 2008–2009: The Ex List (serial TV, 13 episoade)
- 2009: The Bridge to Nowhere
- 2010: <i>Life Unexpected</i> (serial TV, 5 episoade)
- 2011: Ticket Out
- 2011: True Blood (serial TV, 4 episoade)
- 2011, 2013: American Horror Story (serial TV, 8 episoade)
- 2013: Save Me (serial TV, 8 episoade)
- 2015: Zipper
- 2015: Dark
- 2015: Other People’s Children
- 2015: Operator - Always Watching: A Marble Hornets Story
- 2015: Extant (serial TV, episodul 2x02)
- 2015-2016: The Walking Dead (serial TV, 11 episoade)
- 2016: Broken Vows
- 2016: Pure Genius (serial TV, episodul 1x01)
- 2017: Grown Ups (scurt metraj)
- din 2017: This Is Us - Das ist Leben ( This Is Us, serial TV)
- 2018: Law &amp; Order: Special Victims Unit (serial TV, episodul 20x09)
- 2018: Christmas Around the Corner (film TV)
- din 2019: Virgin River (serial TV)
- 2020: Love in Store (film TV)